# Mark Granovetter
Mark Granovetter est un sociologue américain, né le 20 octobre 1943 à Jersey City, de l’université Stanford, considéré comme l'un des principaux représentants de la sociologie des réseaux sociaux.

## Idées majeures

### Force des liens faibles
Son apport à la recherche en analyse des réseaux sociaux le plus connu concerne la diffusion de l'information dans une communauté : Sa théorie est connue sous le nom de la « force des liens faibles » (Strength of weak ties, 1973). Cet article de 1973 sur la "force des liens faibles" est l'un des plus cités de la littérature sociologique. Pour Granovetter, un réseau se compose de liens forts et de liens faibles. La force des liens est caractérisée par la combinaison du temps passé ensemble, de l'intensité émotionnelle, de l'intimité et de la réciprocité du lien entre l'agent A et l'agent B.
Les liens forts sont ceux que l'on a avec des amis proches (il s'agit de relations soutenues et fréquentes).
Les liens faibles sont faits de simples connaissances. Les liens faibles sont dits « forts » dans la mesure où, s'ils sont diversifiés, ils permettent de pénétrer d'autres réseaux sociaux que ceux constitués par les liens forts.
Les liens absents sont eux caractérisés par une absence d'interaction. D'après Granovetter, cela peut être le marchand de journaux que l'on croise tous les matins ou un voisin dont on connait seulement le nom.

### Triade impossible
S'il existe un lien fort entre l'agent A et l'agent B et que l'agent A et l'agent C sont eux aussi liés par une forte relation, B et C sont au moins unis par un lien faible.
Selon Granovetter, les liens faibles sont les seuls qui permettent de créer un "pont" (bridge) entre deux personnes, c'est-à-dire le seul et unique lien entre deux groupes de personnes.
Pour illustrer son propos, Granovetter conduit une enquête sur des cadres en recherche d'emploi à Boston. Pour 56 % d'entre eux, le recrutement découle de relations sociales, essentiellement entre individus reliés par des "liens faibles", qui accèdent ainsi à de nouvelles informations (offres d'emploi) sans redondance (leurs proches leur présentent régulièrement les mêmes offres). Ainsi, le "capital social" (l'étendue du réseau de connaissances) est un attribut déterminant du retour à l'emploi dans cette population.
L'agent A qui cherche de l'emploi uniquement à partir de ses liens forts aura moins de chance de trouver un emploi que l'agent B qui fait appel à la fois à ses liens forts et à ses liens faibles. En effet, à l'intérieur du même réseau social, faire appel uniquement aux liens forts  ne procure pas d'avantage à l'agent A dans la recherche d'emploi par rapport à l'agent B : A et B mobilisent les mêmes liens forts, donc les mêmes informations procurées par ces liens forts.
Par contre l'agent B, en mobilisant ses liens faibles, possède un avantage sur l'agent A. Dans la mesure où les liens faibles sont de simples connaissances, ils ne sont pas systématiquement partagés par l'agent A. L'agent B se trouve détenir de ce fait, potentiellement plus d'informations que l'agent A concernant les opportunités d'emploi.

Ses travaux ultérieurs étendent l'importance du capital social sur différents marchés, comme les relations entre donneurs d’ordres et sous-traitants dans le domaine du bâtiment. Il montre ainsi que les acteurs dominants du marché disposent souvent du capital social le plus élevé. Plus globalement, il souligne que l'activité économique est tributaire de relations personnelles.

### Concept d'encastrement
En sociologie économique la notion d'encastrement (embeddedness) permet de concevoir les transactions économiques dans les relations sociales. 
Chez Granovetter, les relations économiques ne font pas exception et les « marchés » n'ont pas à être exclus du champ de l'analyse des relations sociales.
La notion d'encastrement permet de dépasser la conception des relations sociales comme une structure exogène remplissant une fonction économique, et donc d'avancer une explication non culturaliste des facteurs qui font qu'une société d'acteurs individualistes n’aboutit pas à la lutte de tous contre chacun au sens de Hobbes.
En 1985 dans son article Economic Action and Social Structure: The Problem of Embeddedness qui va donner naissance à la nouvelle sociologie économique, Granovetter distingue deux sortes d'encastrement : l'encastrement relationnel (les relations personnelles qui influencent l'action), et l'encastrement structural (qui renvoie plus largement aux réseaux auxquels l'acteur prend part).
Ce sont ces deux formes d'encastrement qui assurent la continuité des relations entre les individus en leur permettant d'acquérir un socle social commun.

## Publications (sélection)
- Granovetter, Marc. Le marché autrement. Les réseaux dans l'économie. Préface de Jean-Louis Laville, Benoît Levesque et Isabelle This-Saint-Jean ; introduction de l'auteur. Paris, Desclée de Brouwer (Sociologie économique), 2000, 239 p.  (ISBN 978-2220047799)
- (en) Getting A Job : A Study of Contacts and Careers, Cambridge, Mass, Harvard University, 2000, 238 p. (ISBN 978-2-220-04779-9)
- DOI  10.1086/226707
- DOI  10.2307/202051

- Reprinted in (en) Peter V. Marsden (éditeur) et Nan Lin (éditeur), Social Structure and Network Analysis, Sage, 1982, 319 p. (ISBN 978-0-8039-1888-7)
- DOI  10.1086/228311
- (en) Mark Granovetter, « Problems of Explanation in Economic Sociology : Structure, Form, and Action », dans Nitin Nohria et Robert Eccles (dir.), Networks and Organizations, Boston, Harvard Business School, 1992, 544 p. (ISBN 978-0-87584-324-7)
- DOI 10.1257/0895330053147958